# Ирина Костова
Ирина Стойкова Костова е български политик и доцент, служебен министър на околната среда и водите в правителството на Огнян Герджиков.

## Биография
Родена е на 18 ноември 1959 г. в Казанлък. Завършва математическата гимназия „Никола Обрешков“ в родния си град. През 1982 г. завършва за строителен инженер по водоснабдяване и канализация във Висшия институт по архитектура и строителство, днес УАСГ. През 1988 г. защитава докторат. През 1997 г. специализира Центъра за изследване на водите ВИТУКИ в Будапеща. От 2001 г. е доцент в Университета по архитектура, строителство и геодезия. По-късно става декан на Хидротехническия факултет в университета.
Член е на Управителния съвет на Българската асоциация по водите, на Висшия консултативен съвет по водите към Министерството на околната среда и водите, на Камара на инженерите в инвестиционното проектиране. От 27 януари до 4 май 2017 г. е служебен министър на околната среда и водите.